# 아세트산 벤질
아세트산 벤질(영어: benzyl acetate) 또는 초산 벤질은 분자식이 C9H10O2인 유기 에스터이다. 아세트산 벤질은 벤질 알코올과 아세트산의 축합 반응에 의해 형성된다.
대부분의 다른 에스터들과 마찬가지로 아세트산 벤질은 달콤하고 유쾌한 향을 가지고 있기 때문에 개인 위생 및 건강 관리 제품에 사용된다. 아세트산 벤질은 재스민 및 일랑일랑과 네롤리의 에센셜 오일의 구성 성분이다. 아세트산 벤질은 재스민을 연상시키는 기분 좋은 달콤한 향기를 풍긴다. 또한 향료로써 아세트산 벤질은 다양한 화장품 및 로션, 헤어 크림과 같은 개인 케어 제품에 재스민이나 사과향을 내는데 사용된다.
아세트산 벤질은 다양한 종류의 꿀벌의 수컷에게 매력적인 많은 화합물들 중 하나이다. 아세트산 벤질은 꿀벌에 의해 수집되어 특정 페로몬으로 사용된다. 양봉에서 아세트산 벤질은 꿀벌을 모으기 위한 미끼로 사용된다. 아세트산 벤질의 천연 공급원으로는 재스민과 같은 다양한 꽃들과 배, 사과 등과 같은 과일 등이 있다.
산업적으로 아세트산 벤질은 플라스틱, 수지, 아세트산 셀룰로스, 질산 셀룰로스, 오일, 래커의 추출 매개체로 사용된다.

## 같이 보기
- 아세트산
- 벤질 알코올